# 立巢航空博物馆
立巢航空博物馆（英語：LCA Aviation Museum）是一座位于四川省成都市的博物馆，也是中国首家民营航空博物馆。理事长是陈琪、执行馆长是杨培萌。

## 历史
2016年由立巢集团筹划建设，2019年2月建成开放，位于四川省成都市高新南区天府大道北段1700号新世纪环球中心西商业W3。建筑面积5,000平方米，共有五个展厅，馆藏数千件航空相关文物。

## 营业时间
- 周一至周日：上午十点至下午六点

## 交通
- 成都地铁1号线锦城广场站